# Raffaella Carrà (album 1998)
Raffaella Carrà quattordicesima raccolta italiana di Raffaella Carrà, pubblicata nel 1998 dall'etichetta discografica Harmony del gruppo SAAR Records.

## Il disco
La compilation fa parte della collana a prezzo economico intitolata I protagonisti e raccoglie, ancora una volta, brani estratti dai primi tre album pubblicati dalla cantante tra il 1970 ed il 1972 con la RCA Italiana.
Analogamente alle altre che contengono brani di quel periodo, non è mai stata promossa dall'artista e le sue tracce non sono disponibili per il download digitale o lo streaming.
- Raffaella - Inedito
Sigla finale (strumentale) della trasmissione televisiva Canzonissima 1971, scritta da Franco Pisano allora direttore della sua orchestra nello spettacolo.[2][3]

Da rilevare la prima apparizione su CD (non rimasterizzato) dei brani Ma che sera in versione finto live e Era solo un mese fa, altrimenti difficilmente presenti nelle raccolte dell'artista.

## Tracce
Edizioni musicali BMG Ricordi.
1. Ma che musica maestro – 3:16 (testo: Sergio Paolini, Stelio Silvestri – musica: Franco Pisano)
2. Raffaella (strumentale) – 3:18 (musica: Franco Pisano) – Inedito
3. E penso a te – 4:02 (testo: Mogol – musica: Lucio Battisti)
4. Gocce di pioggia su di me[4] (Raindrops Keep Fallin' on My Head) – 3:26 (testo: Hal David – musica: Burt Bacharach)
5. Dudulalà – 2:38 (testo: Climax,[5] Gianni Boncompagni – musica: Eduardo Carballo, Carlos Levin)
6. Chissà se va – 2:50 (testo: Castellano e Pipolo[6] – musica: Franco Pisano)
7. Ma che sera (live) – 3:44 (Gianni Boncompagni) – Inedito su CD
8. Maga Maghella – 2:45 (testo: Castellano e Pipolo – musica: Franco Pisano)
9. Perdono, non lo faccio più – 1:56 (testo: Gianni Boncompagni – musica: Franco Pisano)
10. Era solo un mese fa – 5:07 (testo: Antonio Amurri – musica: Marcello De Martino) – Inedito su CD